# Аксюта Тетяна Володимирівна
Тетяна Володимирівна Аксюта (до шлюбу — Голуб'ятникова; рос. Татья́на Влади́мировна Аксю́та; 12 березня 1957, Москва, Російська РФСР) — радянська і російська акторка театру і кіно.
Народилася 12 березня 1957 року в Москве.
Закінчила московський Державний інститут театрального мистецтва ім. А. В. Луначарського, працювала в Російському академічному молодіжному театрі (до 2002).
Знімалась в головних ролях в художніх фільмах «Вам і не снилося» (1980, став фільмом 1980-го року) та «Казка мандрів» (1983), в яких зіграла дівчинку.